# Олбани (тауншип, Миннесота)
Олбани (англ. Albany) — тауншип в округе Стернс, Миннесота, США. На 2000 год его население составило 884 человека.

## География
По данным Бюро переписи населения США площадь тауншипа составляет 96,8 км², из которых 96,2 км² занимает суша, а 0,6 км² — вода (0,64 %).

## Демография
По данным переписи населения 2000 года здесь находились 884 человека, 281 домохозяйство и 245 семей.  Плотность населения —  9,2 чел./км².  На территории тауншипа расположено 289 построек со средней плотностью 3,0 построек на один квадратный километр.  Расовый состав населения: 98,64 % белых, 0,11 % афроамериканцев, 0,23 % азиатов, 0,45 % — других рас США и 0,57 % приходится на две или более других рас. Испанцы или латиноамериканцы любой расы составляли 0,23 % от популяции тауншипа.
Из 281 домохозяйства в 47,7 % воспитывались дети до 18 лет, в 79,7 % проживали супружеские пары, в 3,2 % проживали незамужние женщины и в 12,5 % домохозяйств проживали немесейные люди. 10,7 % домохозяйств состояли из одного человека, при том 2,8 % из — одиноких пожилых людей старше 65 лет.  Средний размер домохозяйства — 3,13, а семьи — 3,39 человека.
32,0 % населения — младше 18 лет, 7,8 % — в возрасте от 18 до 24 лет, 26,1 % — от 25 до 44, 24,4 % — от 45 до 64, и 9,6 % — старше 65 лет.  Средний возраст — 35 лет. На каждые 100 женщин приходилось 109,0 мужчин.  На каждые 100 женщин старше 18 приходилось 113,1 мужчин.
Средний годовой доход домохозяйства составлял 47 656 долларов, а средний годовой доход семьи —  52 750 долларов. Средний доход мужчин —  32 917  долларов, в то время как у женщин — 22 396. Доход на душу населения составил 16 572 доллара.  За чертой бедности находились 5,1 % семей и 6,8 % всего населения тауншипа, из которых 5,8 % младше 18 и 7,7 % старше 65 лет.